# Sceliphron quartinae
Sceliphron quartinae är en biart som först beskrevs av Giovanni Gribbodo 1884.
Sceliphron quartinae ingår i släktet Sceliphron och familjen grävsteklar. Inga underarter finns listade i Catalogue of Life.